# 螨

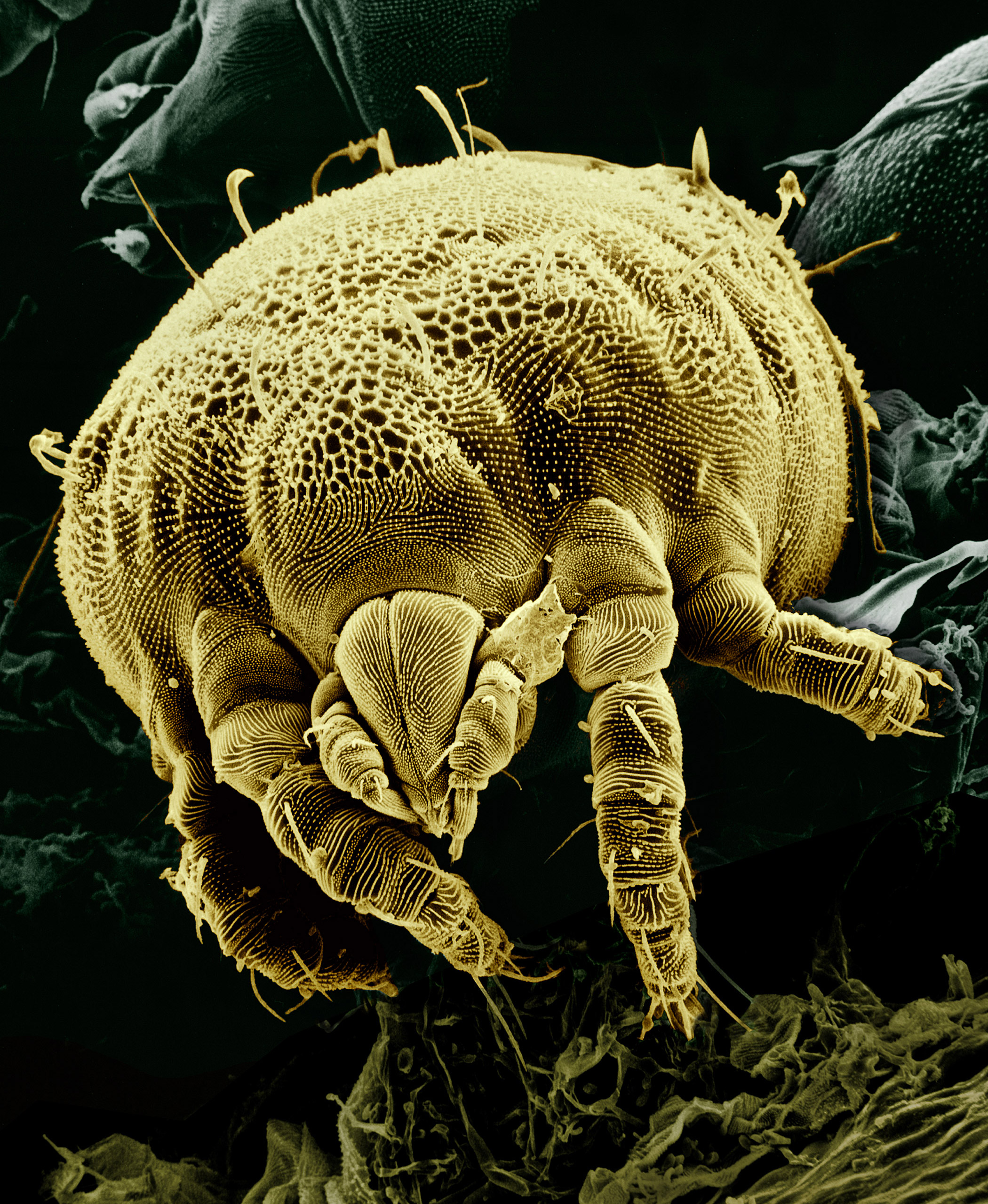
透過電子顯微鏡拍攝的黃蟎（Lorryia formosa）假色影像

蟎（音ㄇㄢˊ，大陸音：mǎn），又名蟎蟲，是一類八足的節肢動物，為蛛形綱蟎形總目及寄蟎總目物種的泛稱。現時蟎類在支序分類學中不是一個嚴謹的分類單元，蟎類在歷史上被歸於蜱蟎亞綱。然而，近期的系統發育研究顯示蟎形總目和寄蟎總目彼此在演化上的親緣關係和其他蛛形綱動物相比並不十分緊密，因此蜱蟎亞綱並非單系群。
大多數蟎的體型都非常微小，體長不到1毫米，必須借助顯微鏡觀察。大多具有簡單、不分段的身體結構。
蟎的種類繁多且廣泛存在於各個環境中，但由於體型細小而經常被忽略。許多蟎為土棲的分解者，也有許多物種生活在植物上，其中有些種類為重要農業害蟲，例如葉蟎（spider mite）、擬葉蟎（false spider mite）及銹蟎（rust mite）等，而瘿螨（gall mite）等還會產生蟲癭，但也有些植物上的蟎蟲為捕食者，可做為防治農業害蟲的天敵，例如捕植蟎等。有些物種則生活在水中。還有一些蟎蟲營寄生生活，例如蜂蟹蟎作為一種重要的蜜蜂寄生蟲經常為養蜂業帶來巨大的損失，塵蟎和蠕形蟎等則以人畜皮屑和毛髮為食。大多數蟎類對人類無害，但少數物種為過敏原（如塵蟎、起司蟎等），並可能引發某些皮膚病（如疥蟎、蠕形蟎等）。
專門研究蟎蟲的科學稱為蟎蜱學。

## 引發疾病
1. 毛囊蠕形蟲症
2. 眼瞼緣炎[1]

## 外部連結
- 教育部異體字字典「蟎」
- Bitingmites.org: What's biting you?
- PARASITIC MITES OF HUMANS University of Kentucky （页面存档备份，存于）
- Red velvet mite – Trombidium sp. diagnostic photographs （页面存档备份，存于）
- Worldwide honey bee decline due to mite infestations – article, photographs （页面存档备份，存于）
- Control of the citrus rust mite （页面存档备份，存于） hosted by the UNT Government Documents Department （页面存档备份，存于）
- Mites and Ticks （页面存档备份，存于） chapter in United States Environmental Protection Agency and University of Florida/Institute of Food and Agricultural Sciences National Public Health Pesticide Applicator Training Manual
- mites of southeastern U.S. woody ornamentals on the UF/IFAS Featured Creatures Web site
- Brevipalpus californicus, a false spider mite （页面存档备份，存于）
- Brevipalpus phoenicis, red and black flat mite （页面存档备份，存于）
- Raoiella indica, red palm mite （页面存档备份，存于）
- Tenuipalpus pacificus, phalaenopsis mite （页面存档备份，存于）

1. ↑  tpwebadmin. . 台北慈濟醫院. 2022-03-04  [2023-08-17] （中文（臺灣））.